# Francisco García Ibáñez (pintor)
Francisco García Ibáñez fue un pintor y restaurador español del siglo XIX.

## Biografía
Pintor de historia, nació en Madrid el 8 de noviembre de 1825 y fue bautizado en la parroquia de San Luis. Juan Ribera le admitió en su estudio como discípulo y gracias a las enseñanzas de este y las de su hijo Carlos, además de las lecciones de la Academia de San Fernando, a cuyas clases asistió, García Ibáñez completó su educación artística.
El 7 de febrero de 1849 aceptó el nombramiento como restaurador del Museo del Prado, cargo que desempeñó hasta el 24 de marzo de 1857, en que fue declarado excedente. Durante este tiempo fue comisionado con otros artistas para restaurar los cuadros del monasterio de San Lorenzo de El Escorial y otros sitios reales. Su labor más destacada fue la restauración de los altares existentes en los tres ángulos del claustro de las procesiones, trabajos elogiados en El Heraldo y otros periódicos. Estos lados eran los de la Venida del Espíritu Santo, La adoración y La transfiguración.
El 21 de octubre de 1858 fue nombrado restaurador de los cuadros de la Academia de San Fernando. García Ibáñez participó en varias exposiciones públicas de bellas artes, con obras como las siguientes: Cristóbal Colón en el momento de descubrir el Nuevo Mundo, una copia del cuadro de la Sagrada Forma de Claudio Coello conservado en El Escorial, Perspectiva del claustro de las procesiones en el Monasterio del Escorial y Colón recibido por los Reyes Católicos en Barcelona, de vuelta de su primer viaje. Este último lienzo figuró en la Exposición de 1858 y, adquirido por el Gobierno, forma parte de la colección del Museo del Prado. Otros cuadros fueron El calvario, Perspectiva del claustro de San Juan de los Reyes en Toledo, Toma de la ciudad de Córdoba por San Fernando, Interior de la biblioteca del Escorial e Interior de la basílica de Nuestra Señora de Atocha. Algunas de estas obras figuraron también en la Exposición Internacional de Bayona. Entre las obras que restauró se encontraron algunas del Españoleto, Alonso Cano, Tristán, Coello, Jordán y March.